# Campo Grande (Yacuiba)
Campo Grande ist eine Ortschaft im Departamento Tarija im südamerikanischen Anden-Staat Bolivien.

## Lage im Nahraum
Campo Grande ist die zweitgrößte Ortschaft des Municipio Yacuiba in der Provinz Gran Chaco. Die Stadt liegt auf einer Höhe von 652 m zwölf Kilometer nördlich der bolivianisch-argentinischen Grenze. Sechs Kilometer westlich der Ortschaft verläuft in Nord-Süd-Richtung der Höhenzug der Serranía Aguaragüe, der hier Höhen von mehr als 1200 m erreicht.

## Geographie
Campo Grande liegt am Südostrand der bolivianischen Anden-Kette im Tiefland des subtropischen Gran Chaco, der sich über Nordwest-Paraguay, Nordost-Argentinien und Südost-Bolivien erstreckt. Das Klima ist subtropisch mit heißem feuchten Sommer und mäßig warmem und trockenem Winter.
Die Jahresdurchschnittstemperatur liegt bei knapp 22 °C, die durchschnittlichen Monatswerte schwanken zwischen 15 °C im Juni/Juli und 26 °C im Januar (siehe Klimadiagramm Yacuiba). Der Jahresniederschlag beträgt knapp 1100 mm, bei einer viermonatigen Trockenzeit von Juni bis September mit Monatsniederschlägen unter 15 mm und einer Feuchtezeit von Dezember bis März mit 160–200 mm Monatsniederschlag.

## Verkehrsnetz
Campo Grande liegt in einer Entfernung von 267 Straßenkilometern südöstlich von Tarija, der Hauptstadt des Departamentos, direkt am Flughafen Yacuiba.
Um nach Tarija zu gelangen, folgt man von Campo Grande aus wenige Kilometer der Nationalstraße Ruta 9 bis zur Ortschaft Campo Pajoso. Dort zweigt die Ruta 29 nach Nordwesten ab und erreicht nach 83 Kilometern über Caraparí die Ortschaft Palos Blancos. Die Straße trifft hier auf die Ruta 11, die von der Grenze zu Paraguay kommend über Villamontes und Palos Blancos in westlicher Richtung auf Tarija zu führt, wo sie acht Kilometer vor Tarija auf die Ruta 1 trifft. Über diese Ruta 1 ist Yacuiba dann mit den großen Metropolen des Hochlandes verbunden, mit Potosí, Oruro, El Alto und La Paz.
Wenn man der Ruta 9 über Campo Pajoso hinaus weiter nach Norden folgt, erschließt sich über diese Nationalstraße auch das gesamte bolivianische Tiefland, denn die Ruta 9 führt über die Departamento-Hauptstädte Santa Cruz und Trinidad bis nach Guayaramerín an der Grenze zu Brasilien im äußersten Norden des Landes.

## Bevölkerung
Die Einwohnerzahl der Ortschaft ist allein im vergangenen Jahrzehnt auf das Doppelte angestiegen:
| Jahr | Einwohner | Quelle       |
| ---- | --------- | ------------ |
| 1992 | .         | keine Daten  |
| 2001 | 1036      | Volkszählung |
| 2012 | 2246      | Volkszählung |
| 2024 |           | Volkszählung |

Die Region weist einen gewissen Anteil an Quechua-Bevölkerung auf, im Municipio Yacuiba sprechen 17,6 Prozent der Bevölkerung Quechua.